# Black Lake, Algoma
Black Lake är en sjö i Algoma District i provinsen Ontario i den sydöstra delen av Kanada. Black Lake ligger 212 meter över havet. Sjön genomlöps av vattendraget Black Creek som rinner en kort sträcka söderut till Lake Duborne.